# The Kick Inside
《The Kick Inside》는 잉글랜드의 싱어송라이터이자 음악가 케이트 부시의 첫 번째 정규 음반이다. 1978년 2월 17일 EMI 레코드를 통하여 발매되었다. 영국 싱글 차트 1위를 기록한 〈Wuthering Heights〉가 수록되어 있는 음반으로, 음반 자체는 영국 음반 차트에서 3위를 기록하였다. 또한 영국 축음기 협회에서 플래티넘을 인증받았다. 알란 파슨스 프로젝트의 던컨 맥케이, 이언 베언슨, 데이비드 패튼, 앤드류 포웰, 스튜어트 엘리엇, 핑크 플로이드의 데이비드 길모어 등 프로그레시브 록에서 두각을 드러내던 음악가가 프로듀서로 많이 참여하였다.

## 배경 및 제작
11살 때부터 곡을 써오기 시작했던 케이트 부시는 음악가로도 활동했던 형제들의 도움으로 데모를 녹음할 수 있었다. 한편 형제의 친구였던 리키 호퍼는 부시가 13살이 되던 1972년에 데모 테이프 중 일부를 여러 레코드 회사들에게 돌리기 시작하였다. 회사들은 모두 데모에 부정적인 반응을 내비쳐지만, 호퍼는 자신의 친구이자 프로그레시브 록 밴드 핑크 플로이드에서 기타리스트를 맡고 있던 데이비드 길모어에게 녹음본을 들려주었다. 길모어는 듣자마자 노래에 관심을 보이며 부시의 가족을 만나러 갔고, 케이트가 가진 작곡 재능에 큰 감명을 받았다. 그리고는 조금 더 나은 음질의 데모를 위하여 자금을 지원해주었고, 밴드가 애비 로드 스튜디오에서 음반 《Wish You Were Here》를 녹음하는 동안에는 여러 레코드사의 중역에 노래를 들려주었다. 결국 EMI 레코드가 부시에게 3천 파운드의 선금을 제시하였고, 계약을 맺게 되었다. 데모곡 중 3년 후에 발매되는 정규 음반에 수록된 곡은 〈The Man with the Child in His Eyes〉와 〈The Saxophone Song〉까지 총 두 곡이다.
1976년 부시의 계약은 가족들과의 협의 끝에 완전히 합의됐다. 녹음을 위해 부시는 KT 부시 밴드와 여러 펍을 돌면서 노래를 부르기 시작하였다. 부시와 함께 무대에 섰던 오빠 패디는 처음에는 별 관심 없이 아주 사소하게 시작하였지만, 몇 달 후가 되어서는 많은 관객에게 알려지게 되었다고 언급하였다. 마침내 1977년 7월과 8월 동안 나머지 곡이 프로듀서 앤드류 포웰의 지휘 하에 런던에 위치한 AIR 스튜디오에서 녹음됐다. 부시는 KT 부시 밴드를 음반 녹음에도 참여시키고 싶었으나, EMI는 경험이 풍부한 세션 뮤지션으로 녹음해야 한다고 주장하였다. 포웰 외에도 이전에 포웰과 함께 작업한 적이 있었던 알란 파슨스 프로젝트의 이언 베언슨, 던컨 맥케이, 스튜어트 엘리엇 등 많은 음악가가 참여하였다.
부시가 녹음을 하는 기간 중 동시에 춤과 동작에 대해 공부하기 시작하였고, 그 후 춤을 가르처 준 선생님 린지 켐프에 음반에 대한 공로를 돌렸다. 또한 〈Moving〉은 켐프에 영감을 받아서 제작한 노래이다. EMI와 부시는 소매가 갈라진 사진을 어떤 싱글의 표지로 사용할 지에 대해 의견이 달랐다. 

## 음악
〈Wuthering Heights〉는 에밀리 브론테의 소설에서 영향을 받은 것이 아니라 1967년 BBC가 각색하여 만든 드라마에서 영감을 받았다. 또 다른 영향으로는 〈Them Heavy People〉에서 구르지에프를 언급한 것과 타이틀 트랙이 〈Lizi Wan〉에 영감을 받아 만들어진 것이 존재한다. 이외에도 부시는 성에 대하여 공개적인 발언을 하기도 하는데 이는 특히 〈Feel It〉, 〈L'Amour Looks Something Like You〉 등에서 돋보인다. 〈Strange Phenomena〉는 특이한 우연, 예감, 그리고 데자뷰에 대해 질문을 던진다.

## 발매
《The Kick Inside》는 1978년 2월에 발매되었다. 후에 부시의 작품의 핵심으로 여겨지는 영화와 문학에서 받은 영향력은 〈Wuthering Heights〉에서 가장 두드러지게 나타났다. 본래 첫 싱글은 1977년 11월에 발매될 예정이었으나 의견 차이로 1978년 초로 연기되었다. 발매 후 〈Wuthering Heights〉는 큰 인기를 끌었고 3월에 영국 싱글 차트 1위를 차지하였다. 총 4주 동안 차트 1위에 머물렀고, 그 해에 가장 많은 팔린 곡 중 하나였으며, 여성 싱어송라이터가 자기 스스로가 쓴 곡으로 1위를 한 최초의 곡이었다.
음반의 두 번째 싱글 〈The Man with the Child in His Eyes〉는 영국 싱글 차트에서 6위를 기록하였고, 미국 빌보드 핫 100에서 85위를 기록하며 1985년 〈Running Up That Hill〉이 차트에 오르기 전까지 유일한 부시의 미국 차트에 진입한 노래로 남았다. 그로부터 2년 동안 전 세계에서는 〈Them Heavy People〉, 〈Moving〉, 〈Strange Phenomena〉까지 세 개의 싱글을 더 발매하였으며, 그중 〈Moving〉은 일본 차트에서 1위를 기록하였다. 부시는 1978년 12월 새터데이 나이트 라이브에도 출연하는 등의 홍보를 펼쳤지만 음반 자체는 빌보드 200에 들지 못하였다. 영국 차트에서는 3위를 정점으로 찍었으며 71주 동안 차트에 머물렀다. 영국 축음기 협회는 “The Kick Inside”에 플래티넘을 인증해주었고, 현재까지 부시의 작품 중 가장 많이 팔린 작품으로 남아있다.

## 평가
| 전문가 평가                    | 전문가 평가   |
| 1970년대 점수                  | 1970년대 점수 |
| 평가 점수                      | 평가 점수     |
| 출처                           | 점수          |
| ------------------------------ | ------------- |
| 레코드 미러                    | [ 1 ]         |
| 롤링 스톤 레코드 가이드 (1979) | [ 2 ]         |
| 사운즈                         | [ 3 ]         |
| 필라델피아 인콰이어러          | [ 4 ]         |

《The Kick Inside》는 평단으로부터 대체적으로 긍정적인 반응을 얻었다. 사운즈의 샌디 로버트슨은 별 한 개로 평가한 음반 리뷰에서 부시를 "로버트 플랜트 이후 가장 비위에 거슬리는 깽깽대는 목소리"를 가졌다고 언급하며 "이 음반은 1969년 하비스트에서 발매되어 2주 후에 다른 모든 실패작들과 함께 지워졌어야 한다"고 혹평하였다. 멜로디 메이커의 해리 도허티는 《The Kick Inside》가 뛰어난 음반은 아니지만, 부시의 미래를 생각했을 때 "전율을 느끼게 만드는 걸출한 부분들이 때때로 눈에 띈다"고 언급하였다. 도허티는 A면에 부시의 다재다능함을 보여주는 모든 장점이 있으며, B면에서는 단지 곡 수를 채우기 위한 노래들이 수록되어 있다는 인상을 받았다고 덧붙였다. 반면 팀 롯은 레코드 미러에서의 평론에서 단순 때우는 곡이 거의 없다며 "평범하지만 흔하지는 않다"고 묘사했다. 또한 정교함은 누구와 견주어도 엄청나며, 청소년임을 생각하면 믿을 수 없다고 언급했다. 뉴 뮤지컬 익스프레스의 밥 워핀던은 칼라 보노프의 《Karla Bonoff》와 함께 리뷰한 글에서 《The Kick Inside》가 상업적인 면에선 덜하지만 틀림없이 더욱 흥미롭다고 적었다. 추가적으로 만약 부시가 이후에도 무명이라면 음반이 컬트적인 인기를 끌 것이며, 이후 부시가 더욱 좋은 음반을 만들 가능성이 높다고 보았다. 필라델피아 인콰이어러는 "아름다운 목소리와 작가로서의 분명한 재능을 가지고 있"지만, 많은 노래가 부시가 추구하는  "원초적인 관능미"에 훨씬 미치지 못한다고 평했다.
| 전문가 평가                   | 전문가 평가        |
| 1970년대 이후 점수            | 1970년대 이후 점수 |
| 평가 점수                     | 평가 점수          |
| 출처                          | 점수               |
| ----------------------------- | ------------------ |
| 올뮤직                        | [ 8 ]              |
| 드로운드 인 사운드            | 8/10               |
| 대중음악 백과사전             | [ 10 ]             |
| 피치포크                      | 8.4/10             |
| 롤링 스톤 앨범 가이드 (2004)  | [ 12 ]             |
| 스핀 얼터너티브 레코드 가이드 | 8/10               |

크리스 디로렌조는 크로대디의 리뷰에서 부시의 목소리를 "메리 홉킨이 에밀리 브론테를 만나고, 로라 니로가 레게를 발견했으며, 조앤 아머트레이딩이 조니 미첼로 변장했다"라고 묘사하면서도 부시를 독창적이라고 호평했다. 또한 섬뜩한 목소리 때문에 대중적인 취향을 상상하긴 어렵다면서도 영국에서의 성공을 언급하며 "때때로 이상한 건 멋지다"고 글을 마쳤다. 빌보드는 부시가 다양한 주제를 환기시키는 가사를 쓰는 재능이 있으며, 부드럽고도 절제되지 않은 보컬이 곡의 전달을 돕는다고 표현했다. 로스앤젤레스 타임스의 마이클 후커는 음반을 즐기는 열쇠는 두 번 듣는 것에 있다고 보았다. 후커는 처음에는 부시의 목소리에 당황스러울 수 있으나, 그 이후에는 "인상적인 음역대와 음색을 어린아이 같고, 여성스러우며, 유혹적이고 잊혀지지 않도록 사용하는 19살에게는 흔치 않은 능력을 보여준다"며 "부시의 대부분의 노래는 젊은 예술가의 첫 음반이라 생각했을 때 놀라울 정도의 성숙함이 존재한다"고 긍정적인 평을 남겼다. 데이브 마시는 1979년에 출간한 롤링 스톤 레코드 가이드에서 "완벽한 뉴 웨이브도 아니고, 완벽한 아트 록도 아니다. 일종의 패티 스미스를 후버 진공 청소기와 교배시켰을 때의 결과 같다"며 별 다섯 개 중 두 개를 주었다. Q는 1970년대 최고의 음반 50장을 선정한 목록에서 《The Kick Inside》를 36위로 뽑았다.

## 곡 목록
전체 작사·작곡: 케이트 부시
| #  | 제목                                   | 재생 시간 |
| -- | -------------------------------------- | --------- |
| 1. | 〈Moving〉                             | 3:01      |
| 2. | 〈The Saxophone Song〉                 | 3:51      |
| 3. | 〈Strange Phenomena〉                  | 2:57      |
| 4. | 〈Kite〉                               | 2:56      |
| 5. | 〈The Man with the Child in His Eyes〉 | 2:39      |
| 6. | 〈Wuthering Heights〉                  | 4:28      |

| #   | 제목                                 | 재생 시간 |
| --- | ------------------------------------ | --------- |
| 7.  | 〈James and the Cold Gun〉           | 3:34      |
| 8.  | 〈Feel It〉                          | 3:02      |
| 9.  | 〈Oh to Be in Love〉                 | 3:18      |
| 10. | 〈L'Amour Looks Something Like You〉 | 2:27      |
| 11. | 〈Them Heavy People〉                | 3:04      |
| 12. | 〈Room for the Life〉                | 4:03      |
| 13. | 〈The Kick Inside〉                  | 3:30      |

## 차트
| 차트 (1978–80)                         | 최고 순위 |
| -------------------------------------- | --------- |
| 오스트레일리아 앨범 (켄트 뮤직 리포트) | 3         |
| 벨기에 앨범 (휴모)                     | 2         |
| 캐나다 앨범 (RPM                       | 95        |
| 덴마크 앨범 (덴마크 라디오)            | 5         |
| 네덜란드 앨범 (메하하르츠)             | 1         |
| 핀란드 앨범 (수오멘 비랄리넨 리스타)   | 2         |
| 프랑스 앨범 (IFOP)                     | 3         |
| 독일 앨범 (Offizielle 탑 100)          | 21        |
| 아이슬란드 앨범 (비시르)               | 5         |
| 이탈리아 앨범 (무시카 에 디스키)       | 12        |
| 일본 앨범 (오리콘)                     | 37        |
| 뉴질랜드 앨범 (레코디드 뮤직 NZ)       | 2         |
| 노르웨이 앨범 (VG-리스타)              | 4         |
| 포르투갈 앨범 (무지카 & 송)            | 1         |
| 스웨덴 앨범 (스베리예토프리스탄)       | 8         |
| 영국 음반 (OCC)                        | 3         |

| 차트 (2005)        | 순위 |
| ------------------ | ---- |
| 일본 앨범 (오리콘) | 204  |

| 차트 (2014)     | 순위 |
| --------------- | ---- |
| 영국 음반 (OCC) | 24   |

| 차트 (2022)            | 순위 |
| ---------------------- | ---- |
| 영국 디지털 앨범 (OCC) | 57   |

| 차트 (1978)                            | 순위 |
| -------------------------------------- | ---- |
| 오스트레일리아 앨범 (켄트 뮤직 리포트) | 10   |
| 네덜란드 앨범 (앨범 톱 100)            | 7    |
| 프랑스 앨범 (SNEP)                     | 42   |
| 뉴질랜드 앨범 (RMNZ)                   | 10   |
| 포르투갈 앨범 (무지카 & 송)            | 2    |
| 영국 앨범 (OCC)                        | 9    |

| 차트 (1979)     | 순위 |
| --------------- | ---- |
| 영국 앨범 (OCC) | 71   |

## 인증
| 국가                       | 인증     | 판매량/출하량 |
| -------------------------- | -------- | ------------- |
| 오스트레일리아 (ARIA)      | 플래티넘 | 50,000^       |
| 캐나다 (뮤직 캐나다)       | 플래티넘 | 100,000^      |
| 독일                       | —        | 150,000       |
| 일본                       | —        | 25,000        |
| 네덜란드 (NVPI)            | 플래티넘 | 100,000^      |
| 뉴질랜드 (RMNZ)            | 플래티넘 | 15,000^       |
| 영국 (BPI)                 | 플래티넘 | 1,000,000     |
| 미국                       | —        | 74,000        |
| ^출하량을 기반으로 한 인증 |          |               |

### 내용주
1. ↑  이듬해 로버트슨은 부시의 라이브 공연을 호평하는 리뷰에서 자신을 "특별한 통찰력이 결핍된 무정한 녀석"이라고 표현했다.[5]

### 참조주
1. 1 2  롯, 팀 (1978년 2월 18일). “Kate Bush: 'The Kick Inside' (EMI EMC 3223)” (PDF). 《레코드 미러》. 12쪽. 2023년 4월 7일에 원본 문서 (PDF)에서 보존된 문서. 2023년 8월 4일에 확인함 – worldradiohistory 경유.
2. 1 2  마시, 데이브; 스웬슨, 존, 편집. (1979년). 《The Rolling Stone Record Guide》. 뉴욕: 랜덤 하우스. 56쪽. ISBN 0-394-41096-3. 2023년 8월 6일에 확인함 – 인터넷 아카이브 경유. (가입 필요).
3. 1 2  로버트슨, 샌디 (1978년 2월 18일). “Kate Bush 'The Kick Inside' (EMI EMC 3223)”. 《사운즈》. 29쪽. 2023년 8월 4일에 확인함 – rock's backpages 경유. (구독 필요).
4. 1 2  “Albums”. 《필라델피아 인콰이어러》. 1978년 5월 19일. D18면  – newspapers.com 경유.
5. ↑  로버트슨, 샌디 (1979년 4월 14일). “The Perfumed Garden Of Good And Evil”. 《사운즈》. 2023년 8월 6일에 확인함 – rock's backpages 경유. (구독 필요).
6. ↑  도허티, 해리 (1978년). “Kate Bush: "The Kick Inside" (EMI)”. 《멜로디 메이커》.
7. ↑  워핀던, 밥 (1978년 2월 25일). “Karla Bonoff: Karla Bonnoff (CBS); Kate Bush: The Kick Inside (EMI)”. 《뉴 뮤지컬 익스프레스》. 2023년 8월 6일에 확인함 – rock's backpages 경유. (구독 필요).
8. ↑  에더, 브루스. “The Kick Inside – Kate Bush”. 《올뮤직》. 2011년 6월 21일에 확인함.
9. ↑  루코스키, 안드레이 (2018년 12월 3일). “'I caught a glimpse of a god' – Kate Bush's first four albums reconsidered”. 《드론드 인 사운드》. 2020년 11월 8일에 원본 문서에서 보존된 문서. 2020년 10월 22일에 확인함.
10. ↑  Larkin, Colin (2011). 〈Bush, Kate〉. 《The Encyclopedia of Popular Music》 5 concise판. Omnibus Press. ISBN 978-0-85712-595-8.
11. ↑  Snapes, Laura (2019년 1월 19일). “Kate Bush: The Kick Inside”. 《Pitchfork》. 2020년 10월 22일에 확인함.
12. ↑  Considine, J. D. (2004). 〈Kate Bush〉.   Brackett, Nathan; Hoard, Christian. 《The New Rolling Stone Album Guide》 4판. Simon & Schuster. 122–23쪽. ISBN 0-7432-0169-8.
13. ↑  Sheffield, Rob (1995). 〈Kate Bush〉.   Weisbard, Eric; Marks, Craig. 《Spin Alternative Record Guide》. Vintage Books. 62–63쪽. ISBN 0-679-75574-8.
14. ↑  디로렌조, 크리스 (1978년 6월). “The Kick Inside: Kate Bush”. 《크로대디》. 80쪽. 2023년 8월 6일에 확인함 – 인터넷 아카이브 경유. (가입 필요).
15. ↑  “First Time Around” (PDF). 《빌보드》. 1978년 4월 15. 84쪽. 2022년 12월 24일에 원본 문서 (PDF)에서 보존된 문서  – worldradiohistory 경유.
16. ↑  후커, 마이클 (1978년 6월 25일). “Pop Album Reviews in Brief”. 《로스앤젤레스 타임스》. 85면. 2023년 8월 6일에 확인함 – newspapers.com 경유.
17. ↑  “The 50 Best Albums Of The '70s”. 《Q》. 139호. 1998년4월.
18. 1 2  Kent, David (1993). 《Australian Chart Book 1970–1992》. St Ives, NSW: Australian Chart Book. ISBN 0-646-11917-6.
19. 1 2  《Billboard Magazine, July 1978》. Billboard magazine. 1978.
20. ↑  “RPM Top 100 Albums”. 《RPM》. 1978년 6월 17일. 36쪽.
21. ↑  "Kate Bush – The Kick Inside". Dutchcharts.nl. Hung Medien.
22. ↑  Pennanen, Timo (2021). 〈Kate Bush〉. 《Sisältää hitin - 2. laitos Levyt ja esittäjät Suomen musiikkilistoilla 1.1.1960–30.6.2021》 (PDF) (핀란드어). Helsinki: Kustannusosakeyhtiö Otava. 40쪽.
23. ↑  “Le Détail des Albums de chaque Artiste”. 《InfoDisc》 (프랑스어). 2023년 10월 5일에 확인함. Select "Kate BUSH" from the drop-down menu and click "OK".
24. ↑  "Offiziellecharts.de – Kate Bush – The Kick Inside" (독일어). GfK 엔터테인먼트 차트.
25. ↑  “Vísir Vinsældalisti”. 《비시르》. 1978년 9월 15일. 20면. 2023년 10월 20일에 확인함.
26. ↑  “Classifiche”. 《Musica e Dischi》 (이탈리아어). 2022년 5월 30일에 확인함. Set "Tipo" on "Album". Then, in the "Artista" field, search "Kate Bush".
27. 1 2  《Oricon Album Chart Book: Complete Edition 1970-2005》. Roppongi, Tokyo: Oricon Entertainment. 2006. ISBN 4-87131-077-9.
28. ↑  "Kate Bush – The Kick Inside". Charts.org.nz. Hung Medien.
29. ↑  "Kate Bush – The Kick Inside". Norwegiancharts.com. Hung Medien.
30. ↑  “Hits of the World”. 《Billboard》. 1978년 7월 29일. ISSN 0006-2510. 2014년 8월 12일에 확인함.
31. ↑  "Kate Bush – The Kick Inside". Swedishcharts.com. Hung Medien.
32. ↑  "19780326 Top 40 Official UK Albums Archive | Official Charts". UK Albums Chart. The Official Charts Company.
33. ↑  “ケイト・ブッシュの売上ランキング” [Kate Bush's sales ranking]. 《oricon.co.jp》 (일본어). Oricon Style. 2012년 5월 2일에 확인함.
34. ↑  "20140831 Top 40 Official UK Albums Archive | Official Charts". UK Albums Chart. The Official Charts Company.
35. ↑  "20220805 Top 40 UK Album Downloads Archive | Official Charts". UK Albums Chart. The Official Charts Company.
36. ↑  “Dutch charts jaaroverzichten 1978” (네덜란드어). Dutchcharts.nl. 2014년 4월 2일에 확인함.
37. ↑  “Les Albums (CD) de 1978 par InfoDisc”. Infodisc.fr. 2011년 9월 17일에 원본 문서에서 보존된 문서. 2023년 10월 5일에 확인함.
38. ↑  “Top Selling Albums of 1978 — The Official New Zealand Music Chart”. Recorded Music New Zealand. 2021년 10월 27일에 원본 문서에서 보존된 문서. 2022년 1월 25일에 확인함.
39. ↑  “Billboard”. 《Billboard》. 1978년 1월 27일. ISSN 0006-2510. 2023년 9월 23일에 확인함.
40. 1 2  “Complete UK Year-End Album Charts”. 2012년 1월 11일에 원본 문서에서 보존된 문서. 2011년 9월 12일에 확인함.
41. ↑  “Kate Bush, The album - the Kick Inside, the single - Wuthering Heights”. 《Billboard》. 1978년 7월 15일.
42. ↑  “Canadian album certifications – Kate Bush – The Kick Inside” (영어). 뮤직 캐나다.
43. ↑  《EMI: Exploring the World of Music》 (PDF). Billboard World of Music. 1979년 6월 16일. 149쪽. 2021년 2월 7일에 확인함.
44. ↑  “Dutch album certifications – Kate Bush – The Kick Inside” (네덜란드어). NVPI. Enter The Kick Inside in the "Artiest of titel" box.
45. ↑  “New Zealand album certifications – Kate Bush – The Kick Inside” (영어). Recorded Music NZ.
46. ↑  “British album certifications – Kate Bush – The Kick Inside” (영어). 영국 축음기 협회. Select albums in the Format field. Select 플래티넘 in the Certification field. Type The Kick Inside in the "Search BPI Awards" field and then press Enter.
47. ↑  “First artist to write every song on a million-selling album (female)”. Guinness World Records. 2018년 11월 23일에 확인함.
48. ↑  “Reaching Out”. Gaffa.org. 2018년 11월 23일에 확인함.
49. ↑  https://www.billboard.com/articles/news/60579/ask-billboard